# Mechanitis doryssa
Mechanitis doryssa är en fjärilsart som beskrevs av Jean Baptiste Boisduval 1870. Mechanitis doryssa ingår i släktet Mechanitis och familjen praktfjärilar. Inga underarter finns listade i Catalogue of Life.